# Ielena Nóvikova-Belova
Ielena Nóvikova-Belova (en rus: Елена Новикова-Белова) (Sovetskaya Gavan, Unió Soviètica 1947) és una tiradora d'esgrima russa, ja retirada, guanyadora de sis medalles olímpiques.

## Biografia
Va néixer el 28 de juliol de 1947 a la ciutat de Sovetskaya Gavan, població situada al krai de Khabàrovsk, que en aquells moments formava part de la República Socialista Federada Soviètica de Rússia (Unió Soviètica) i avui dia de la Federació Russa.

## Carrera esportiva
Va participar, als 21 anys, en els Jocs Olímpics d'Estiu de 1968 celebrats a Ciutat de Mèxic (Mèxic), on va guanyar la medalla d'or en la prova de floret individual i per equips. En els Jocs Olímpics d'Estiu de 1972 realitzats a Múnic (Alemanya Occidental) va aconseguir revalidar la seva medalla d'or en la prova per equips, si bé en la prova individual va finalitzar cinquena, guanyant un diploma olímpic. En els Jocs Olímpics d'Estiu de 1976 realitzats a Mont-real (Canadà) guanyar la seva tercera medalla d'or per equips i una medalla de bronze en la competició individual. En els Jocs Olímpics d'Estiu de 1980 realitzats a Moscou (Unió Soviètica), la seva última participació olímpica, 
guanyà una medalla de plata en la prova per equips al perdre davant l'equip francès, i fou novena en al prova individual.
Al llarg de la seva carrera ha guanyat dotze medalles en el Campionat del Món d'esgrima, vuit d'elles d'or.
El 17 de maig de 2007 li fou concedida la Medalla Pierre de Coubertin per part del Comitè Olímpic Internacional (COI).